# ホンダ・ベンリィ
ベンリィ（Benly）は、本田技研工業が製造販売するオートバイに使用される商標であり、以下の2種類に分類される。
- 1953年に製造開始されたJ型以降主に150cc以下の小排気量車に付与されたシリーズ名称。
- 2011年に発売されたスクーターに付与された車名。

本項ではそれぞれについて解説する。
車名は「手軽に扱えることができ自転車よりも便利」というコンセプトによる。シリーズ名最後の“ィ”の表記は元々大文字の“イ”とされていたが、1990年頃から小文字表記に変更された。

## 概要
ドリームE型・カブF型などに続く車種として1953年にJ型を発売する際に名付けられ、当初はJ型を示す車名であったが、徐々にモデルチェンジや派生を繰り返すうちに機種名からシリーズ名へと変化。1958年頃には以下のシリーズ名称が形成された。
- 50ccクラス：カブ
- 51cc - 125ccクラス：ベンリイ
- 126cc - 200ccクラス：ホンダ
- 201cc以上：ドリーム

このうちホンダはメーカー名と重複して紛らわしいことから、1960年代以降は以下の原則に変更された。
- カブ：カブタイプ車種
- ベンリイ：50cc - 150ccクラス
- ドリーム：250ccクラス以上

しかし、1970年代半ば以降は大規模モデルチェンジやモデル廃止でシリーズ車種名としての使用規模が縮小していき、最終的には2008年まで発売されていたCDならびにCDをベースとしたモデルのペットネーム的な位置づけとなり、2011年からはスクーターの車名となった。

## モデル一覧
※原則としてスクーターモデルを除き車名の前にベンリイのペットネームが付帯する。

### ベンリイJ型
1953年6月発売。最高出力2.7949kW［3.8ps］/6,000rpm・最大トルク0.4kg-m/4,000rpm・排気量89ccの空冷4ストロークOHV単気筒エンジンは、前進常時噛合式3段トランスミッションと組み合わされ公称最高速度は65km/hをマークする。
車体面での特徴として、フロントブレーキ・クラッチレバーはハンドルバーのグリップエンドに支点を持つオポジット型・24インチホイール・サドルシート装備するほか、ドライブチェーンが全て右側に装着される。
さらに最大の特徴として、通常はフレームに固定されるエンジンをクッション機構内蔵にスイングアーム前方に固定した独自のシーソー式リヤクッションを採用した。
- エンジンを直接フレームに固定しないことで振動低減による乗り心地の向上を図れる上に、ドライブ・ドリブン両スプロケット間の距離が常に一定となり、チェーンに掛かる負荷も軽減されるメリットにより、未舗装路が多かった当時の道路事情下では一定の効果があったとされる。

しかし、エンジンが常に上下動することで油温が上昇しがちで、フレームの限られた点でしかスイングアームを固定できないため、フレームに大きな負荷が掛かってしまうというデメリットもある。
1954年5月にJA型、1955年3月にJB型、1955年11月にJC56型へモデルチェンジ。JC56型では上述のシーソー式リヤクッションを通常のスイングアーム式に変更した。

### C
実用車的な位置付けで後のCDシリーズのベースとなった。
C90
1958年7月に発売。角型鋼板プレスバックボーンフレームに前後ともピボット式サスペンションを採用する。車体はドリームC70型の流れをくむ「神社仏閣」と呼ばれるデザインを採用した。
125ccクラスでは世界初の量産となる空冷4ストロークSOHC360°クランク直列2気筒エンジンは最高出力11.5ps/9,500rpm・最大トルク0.91kg-m/8,200rpmのスペックをマーク。ロータリー式4速マニュアルミッションを搭載し公称最高速度は115kmを記録した。
- 本エンジンをベースにして1958年の全日本クラブマンレースで優勝したワークスモデルRC90が製造されたほか、同年10月には内径を5mm拡大し49mmとした上で排気量を154ccまで拡大したC95も追加された。

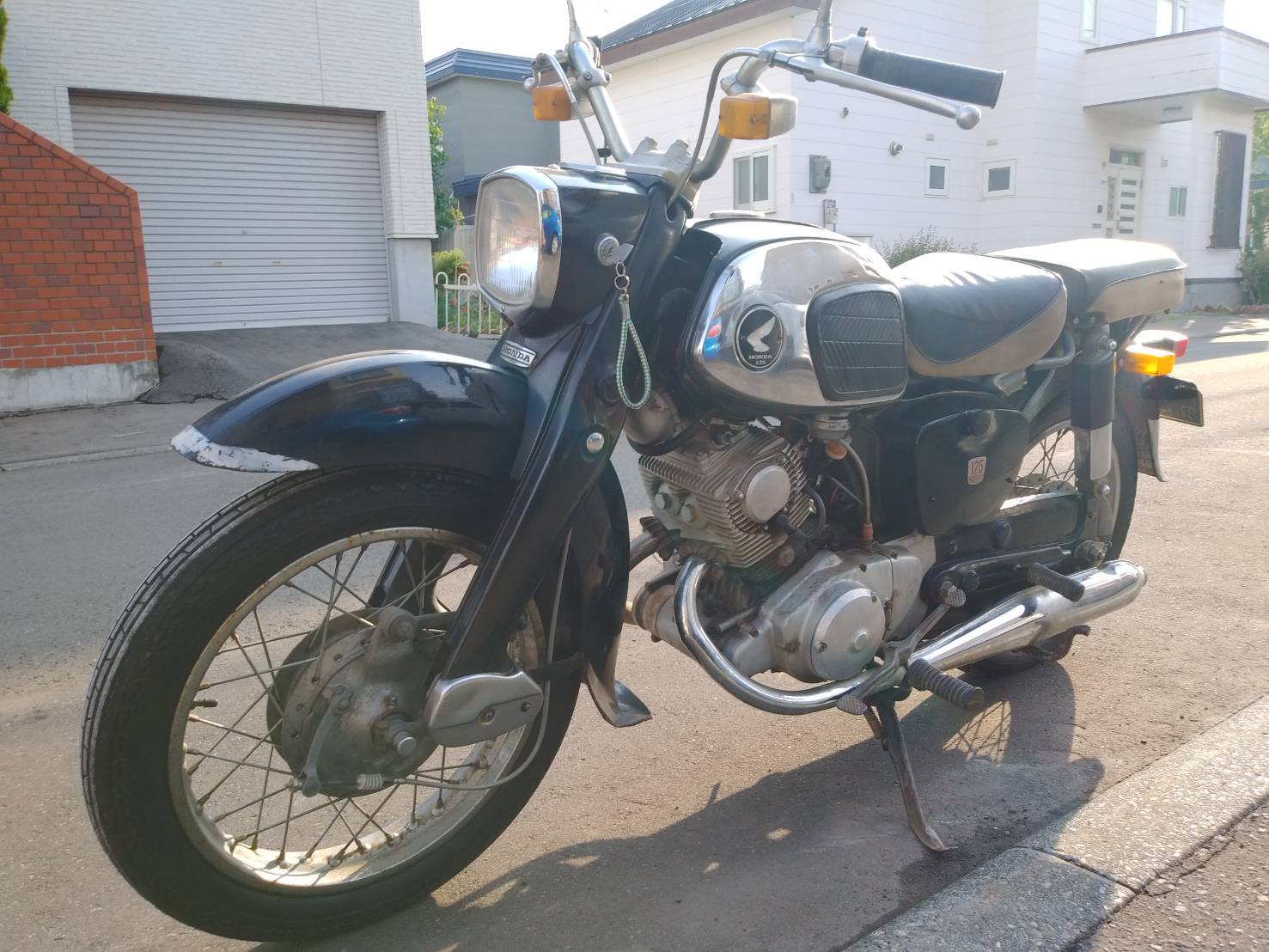
C92
1959年2月に上述したC90へ騒音対策としてクランクケース・クランクシャフトなどを変更し、セルスターターを搭載するモデルチェンジを実施したモデル。派生モデルとして対北米輸出仕様のCA92をはじめ後述するCB92・CS92などが製造された。数度のマイナーチェンジを経て1966年にCD125へフルモデルチェンジ。
C200
1964年発売。本来は実用車であるがスポーツ車としても意識して設計した排気量90㏄クラスのモデルで、外観ではドリームならびにスーパーカブシリーズと共通形状のフェンダー・流線形ウインカー・ボトムリンク式フロントサスペンション・北米での販売を意識した大容量燃料タンク・大柄かつ高剛性なフレームなどに特徴がある。
ケーヒン製PC18型キャブレターを装着し6.5ps/8,000rpmをマークする前傾80°シリンダー単気筒OHVエンジンを搭載。マニュアルトランスミッションは4速クロスレシオタイプを搭載するほか、整備性の観点から大型のビスカス式エアクリーナーをサイドカバー内に設置する。また高いエンジン出力による高速運転への対応、ならびにスポーツ車としての差別化のために前輪ドラムブレーキはフローティングパネル式とされた。
1966年に生産中止。
C201
C200の車体をベースに新設計のSOHCエンジンを搭載したモデルチェンジ車。1967年 - 1969年まで販売された。

### CB
CBは同社の4ストローク機関搭載のロードスポーツ車に付与されるシリーズ車名でもあるが、排気量150cc以下のモデルにはベンリイも付与された。
CB92
CBシリーズの125ccクラスならびに祖ともいえるモデルである。1959年2月から当初は受注生産車として発売された。正式車名はベンリイCB92スーパースポーツ。
C92をベースにスーパースポーツ仕様に特化させたモデルで、エンジンも最高出力15ps/10,500rpm・最大トルク1.06kg-m/9,000rpmとより高回転高出力型へチューニングされ、フロントサスペンションはボトムリンク式を採用するほか、メーターはスピードメーターのみでタコメーターは搭載しない。
また排気量154ccのC95をベースにし最高出力16.5ps/10,000rpm・最大トルク1.24kg-m/9,000rpmまでアップさせたベンリイCB95スーパースポーツも併売された
年度ごとにマイナーチェンジを実施しながら、1964年10月にフレームをパイプ構成としたベンリィCB125（CB93）・ベンリィCB160へフルモデルチェンジされた。
CB125T
1966年に発売されたベンリィCB125（CB93）からのモデルチェンジ車。1977年モデルまでがベンリイを付与。また高速道路走行を可能にするため排気量を135ccにアップさせ軽二輪（普通自動二輪車）としたCB135が1970年9月に発売された。
CB125S・CB125JX
125ccクラスは当初2気筒エンジン車が製造されたが以下2種類の単気筒エンジンモデルも製造された。
- CB125S：1970年9月発売。内径x行程=56.0x49.5（mm）・排気量122ccのエンジンを後述のSL125S・CD125SならびにTL125の1974年までのモデルと共用する。
- CB125JX：1975年5月発売。型式名CB125J。内径x行程=56.5x49.5（mm）・排気量124ccのエンジンをXL125と共用するモデル。最高出力14ps/10,000rpm・最大トルク1.0kg-m/9.000rpm。1980年4月14日発表、同月15日発売のモデルチェンジでベンリイのペットネームが消滅[1]。1982年12月16日発表、同月17日発売のモデルチェンジで型式名JC07への変更のほか、最高出力15ps/10,000rpm・最大トルク1.1kg-m/9.000rpmならびに燃費の向上、電装の12v化、前輪ディスクブレーキの油圧化などを実施[2]。1987年まで製造・販売された。

CB50・CB90
単気筒エンジンを搭載する50cc・90ccクラスのモデル。

### CD
実用車のCシリーズからの発展的かつ本シリーズのビジネスモデル。共通事項としてアップハンドル・シングルシート・大型リヤキャリア・フルカバードタイプのドライブチェーンケース・前後17インチタイヤ・テレスコピック式前輪サスペンションを装備する。また一貫して車体のカラーリングは黒系もしくは茶系の一色設定とされたが、交番配備のパトロールバイクとして警察仕様も各都道府県警察に納入されており、これらの多くは白色塗装とされた。
排気量別バリエーションとして50・65・70・90・125が生産されたが、125モデルを除いたモデルはエンジンをカブ系の前傾80°空冷4ストロークSOHC単気筒エンジンを搭載。動力伝達系は手動式湿式多板クラッチによるロータリー式4段マニュアルトランスミッションとするほか、車体も初期型から最終型までプレスバックボーンフレームを採用。さらに多くの部品共通化などを実施した姉妹車である。
CD50
1968年2月14日発表。内径x行程=39.0x41.4（mm）・排気量49ccのエンジンを搭載するモデルで、同月下旬に6V電装キックスターターモデルのCD50を、同年3月中旬に12V電装セルモーター搭載モデルのCD50Mを発売。
約39年間とベンリィシリーズの中で最も長期間販売された車種であることから改良も多岐に渡り、以下の大きなマイナーチェンジを実施した。
- 1973年

後タイヤを安定性向上のため2.25-17→2.50-17にサイズアップ。
- 1998年3月20日

パンク防止の観点からCD90も含めてタフアップチューブを採用。
- 1999年6月10日

自動車排出ガス規制に適合させるためブローバイガス還元装置を搭載し型式名をBA-CD50に変更。
しかし、2007年度の排出ガス規制では、燃料供給がキャブレターでは対応できないことから生産終了となった。
CD65
上述したCD50と同一スケジュールで発表発売。内径x行程=44.0x41.4（mm）・排気量63ccへ拡大したエンジンを搭載する原付二種モデル。CD50と同様にキックスターターモデルがCD65、セルモーター搭載モデルがCD65Mとされた。後述するCD70シリーズへの移行により生産終了。
CD70
1970年1月14日発表、同月17日発売。CD65シリーズからのフルモデルチェンジ車で内径x行程=47.0x41.4（mm）・排気量72ccへ拡大したエンジンを搭載するモデル。CD65と同様にキックスターターモデルがCD70、セルモーター搭載モデルがCD70Mとされた。
CD90
1968年6月24日発表、同年7月1日発売。同時期に併売されていたC201と共用となる内径x行程=50.0x45.4（mm）・排気量89ccのエンジンを搭載するモデルで、CD50と同様にキックスターターモデルがCD90、セルモーター搭載モデルがCD90Mとされた。
1980年9月18日発表、同月19日発売のマイナーチェンジでエンジンを共用するスーパーカブ90と共に内径x行程=47.0x49.5（mm）・排気量85ccエンジンへ換装。型式もCD90からHA03に変更した。
基本的にCD50と同一構造であるが、以下の相違点がある。
- タイヤは前後ともに2.50-17サイズ。
- 2人乗車可能なためリヤキャリアに装着可能なタンデムシートをオプション設定。
- 同様理由のためスイングアームに折りたたみタンデムステップを装備。

2001年の排出ガス規制の適用開始に伴い生産中止。
CD125

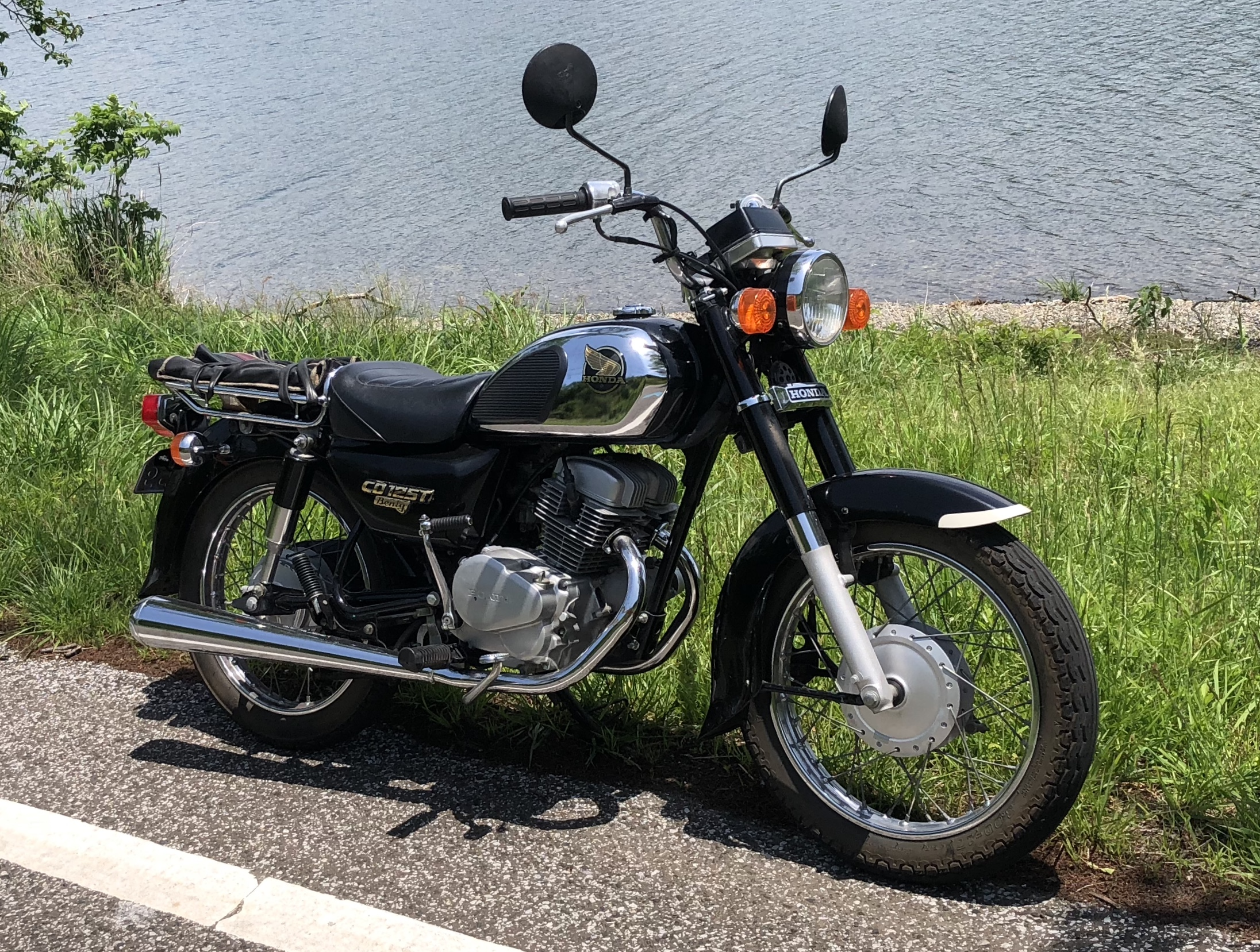
ベンリィCD125T

1966年7月発売。上述したC92からの実質的なフルモデルチェンジ車で基本コンポーネンツをCB125Tと共用するために本モデルはセミダブルグレードフレームと内径x行程=44.0x41.0（mm）・排気量124ccの2気筒エンジンを搭載する。
- ただしCB系ではパワー追求のため180°クランクとされたが、本モデルでは低中速での扱いやすさを重視した360°クランク[注 9]とし、キャブレターも2基から1基への設計変更を実施した。

当初はベンリイCD125の車名で販売されマイナーチェンジを繰り返したが、1977年4月1日にフルモデルチェンジを実施。車名をベンリイCD125Tに変更した後は以下の改良が実施された。
- 1984年10月26日

電装の12V化
点火方式をバッテリー式からCDIに変更
ヘッドライトをH4ハロゲンバルブに変更
トリップメーターの採用
- 1987年9月8日

トランスミッションを4段からオーバードライブ付5段に変更
- 2001年1月16日

排出ガス規制対応のため二次空気導入装置を搭載
型式名がCD125T→BC-JA03に変更
しかし、2003年の加速騒音規制にはエンジン構造から対応させることができず生産終了となった。
なお、本モデルをベースに海外向け輸出専用モデルとして排気量を174ccまで拡大したCD175が1979年まで、以降は180ccへ拡大したCD185Tが1982年まで、さらに194ccまで拡大したCD200 RoadMasterが2004年まで製造された。
CD125S
1970年9月19日発表、同月22日発売。同時発売されたCB125S・SL125Sと共通の内径x行程=56.0x49.5（mm）・排気量122cc単気筒エンジンを搭載するモデルである。車名は既に上述した2気筒モデルが製造販売されていたため末尾にシングルを意味するSを附帯させた。マニュアルトランスミッションはロータリー式4段であるが、フレームは本シリーズ唯一のダイヤモンド型である。1974年にエンジンが排気量124ccへ設計変更されたことにより生産終了。

### CL
CB系ならびにカブ系車種にセンターアップマフラーやブロックタイプタイヤへ換装を行いオン・オフロード両用としたスクランブラータイプ。以下のモデルが製造販売された。
- 1966年6月 ベンリイCL125
- 1966年9月 ベンリイCL90
- 1967年2月 ベンリイCL50
- 1968年3月 ベンリイCL65
- 1970年8月 ベンリイCL70
- 1970年9月 ベンリイCL135

上述車種のうち125cc・135ccモデルは2気筒エンジンを、その他のモデルはカブ系横型単気筒エンジンを搭載するが、90ccモデルについては1970年3月にベンリイCB90と共通設計化されるモデルチェンジを実施しダイヤモンドフレームとCB系縦型エンジンに換装された。
競合他社のモデルがオフ性能をより強化したデュアルパーパスにシフトしたことから、性能に見劣りがするようになり、日本国内モデルは1973年までに後継モデルのSLシリーズへ移行する形で生産中止となったが、1997年4月21日にレトロブームを受けてベンリィCL50を再発。同車はCD50をベースにしており型式もA-CD50と共通だが、外装部品は専用設計が多くCD50との共通部品は少ない。2001年に生産終了。

### CR93レーシング
1962年発売の公道走行が可能なレーサーモデル。

### CS
CBシリーズが当初はスーパースポーツとして設定されたことから、実用車のCシリーズとの中間を埋める意味合いでリリースされたアップマフラーを装着するスポーツモデル。以下の車種が発売された。
- 1959年10月 ベンリイCS92（125ccモデル）
- 1964年1月 スポーツカブCS90→1966年 ベンリイCS90 （90ccモデル）
  - 当初はカブ系前傾80°横型エンジンを搭載したが、1969年10月にCB系前傾15°縦型エンジンへ変更。
- 1964年12月 スポーツカブCS65→1966年 ベンリイCS65
- 1967年7月 ベンリイCS125（CS92のフルモデルチェンジ）

本シリーズは1972年までに生産中止となった。

### S
1996年4月10日にベンリィ50S・ベンリィ90Sとして発売。CL50同様のレトロブームを受けて、ベンリィCD50・ベンリィCD90をベースに1960年代後半 - 1970年代のスポーツ車的外装を施したモデルである。
排気ガス規制の問題から90Sが2001年に、50Sが2007年に生産中止となった。

### SS50
50ccクラスロードスポーツ車は、1960年にOHVエンジン搭載のスポーツカブC110をラインナップ。1965年にスポーツカブCS50へモデルチェンジを実施。さらに1967年2月のフルモデルチェンジで車名をベンリィSS50に変更した。
カブ系前傾80°横型エンジンに高圧縮型ピストン・ハイカムシャフト・大径キャブレターで最高出力6ps/11,000rpm・最大トルク0.40kg-m/10,000rpmまでチューニングし、同社の50ccクラスでは初めてリターン式5段マニュアルトランスミッション・前輪テレスコピックサスペンション・前後17インチホイールを組み合わせたスーパースポーツである。
1971年に縦型エンジン搭載のCB50にモデルチェンジされ生産中止。

### SL
CLシリーズよりオフでの走破性を重視した上で後継も兼ねたデュアルパーパスモデルでダブルグレードルフレームを採用するシリーズ。以下のモデルが製造販売された。
- 1969年7月 ベンリイSL90
- 1970年6月 ベンリイSL175
- 1970年9月 ベンリイSL125S

SL175がCB175・CL125と共用する空冷4ストローク2気筒エンジンを、SL125SがCB125S・CL125Sと共用する空冷4ストローク単気筒エンジンを搭載するが、SL90は当初のカブ系横型エンジン搭載から1970年5月にCB系縦型エンジンへ換装するモデルチェンジを実施した。
本シリーズは、1975年までにSL90がXE75へ、SL125SがXL125へモデルチェンジ、SL175が廃モデルとなる形で消滅した。

## スクーター
本シリーズは中華人民共和国広東省広州市の現地法人五羊-本田摩托（広州）有限公司（Wuyang-Honda Motors (Guangzhou) Co., Ltd.）が製造し、本田技研工業が輸入事業者となり2011年夏以降に販売することが同年4月に発表された。
新聞配達や宅配用途に積載量を重視したビジネス向けスクーターとしては1995年発売のトピック以来となる本シリーズは、50ccモデル（型式名：JBH-AA03）・110ccモデル（型式名：EBJ-JA09）共通の車体を業務用に特化させており、大型キャリヤも装着可能な地上高620mm低床フラットリヤスペース・配達時の発進停止繰り返しを考慮し展開してもエンジン停止しないサイドスタンドなどを装備する。
初代モデルに搭載されたエンジンは、強制空冷4ストローク2バルブSOHC単気筒エンジンとされ、排気量は50ccモデルが49cc、110ccモデルが107ccである。また給油回数低減の視点から燃料タンクは本クラススクーターとしては10Lと大容量とされた。
車種バリエーションとして50cc・110ccモデルにベンリィ プロが設定され、大型フロントバスケットと大型リヤキャリア装備した。またブレーキ関係で後輪右足操作フット式とし、前後連動コンビブレーキを省略し、ブレーキロックをフロントポケット下部操作に変更した。
2015年の仕様変更で50ccモデルはモデルチェンジとなり、エンジンを「eSP」仕様の水冷に変更のうえセッティングを適正化し携帯電話向けのアクセサリーソケットを追加。110ccモデルはマイナーチェンジとなり一部スペックの変更がされている。

### 電動モデル
2019年に電動二輪車のベンリィe:シリーズが発表された。原付一種の「ベンリィe:I」と原付二種の「ベンリィe:II」があり、それぞれにプロ仕様が設定される。着脱式リチウムイオンバッテリーを採用しており、バッテリーリサイクルの観点から法人向けのみの販売となっていたが、2023年6月1日よりバッテリー回収を実施するホンダ二輪EV取扱店約560店舗にて一般向けの販売を開始した。なお、後に発売されたジャイロe:およびジャイロキャノピーe:でもバッテリーは共用できる。
日本郵便ではベンリィe:シリーズを元にした郵便配達業務専用の特別仕様車を徐々に導入し始めている。従来車と同様に、赤い塗装、前に大口のかばん、後に配達物収納箱が乗せられるようになっている。ウインカースイッチは右側にある（ベンリィe:シリーズは左側）。従来車とは異なり後進が可能になった。

### 発売歴
2011年8月25日発表
同年9月13日ベンリィ発売
同年9月30日ベンリィ プロ発売
- 車体色はパールホワイト1色のみ設定

2012年1月20日発表
同月24日ベンリィ110・ベンリィ 110プロ発売
同年2月23日 - 50・110モデル標準車に以下の車体色を追加
- パールホワイトxブラウン
- オニキスブルーメタリックxブラック

2015年7月30日発表
同年8月27日発売で50ccモデルに以下の変更を実施
- エンジンを水冷eSP化し型式名をJBH-AA05へ変更

同年9月10日発売で110ccモデルにメンテナンスリッド大型化・サイドおよびメインスタンドの耐久性を向上させるマイナーチェンジを実施
2017年10月26日発表
平成28年度自動車排出ガス規制に適応させたマイナーチェンジを実施
- 50ccモデル：型式名を2BH-AA05へ変更し同月27日発売
- 110ccモデル：型式名を2BJ-JA09へ変更し同年11月2日発売

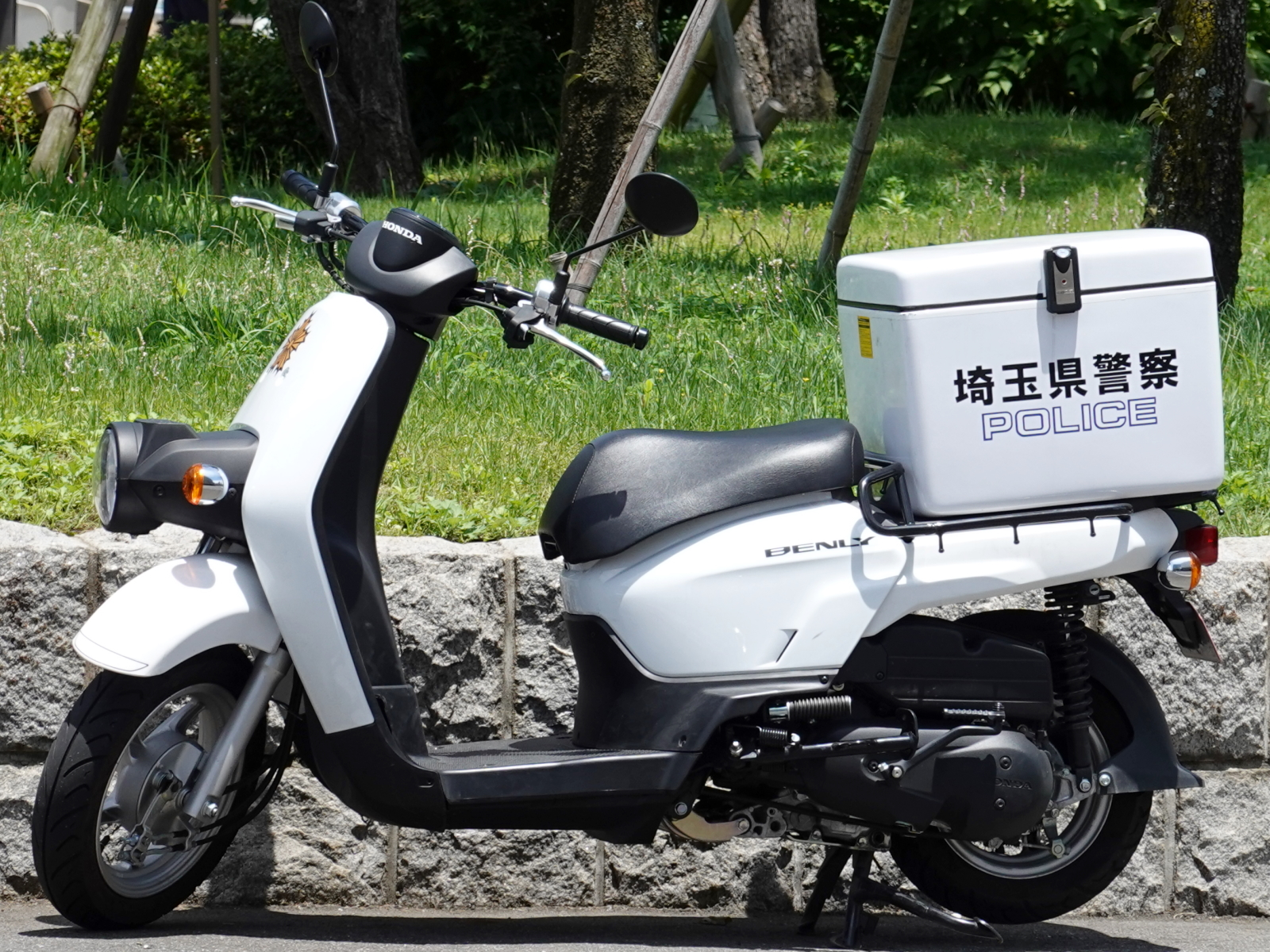
ベンリィ110 2017年モデル

2019年12月19日発表
2020年4月ベンリィe:シリーズ発売

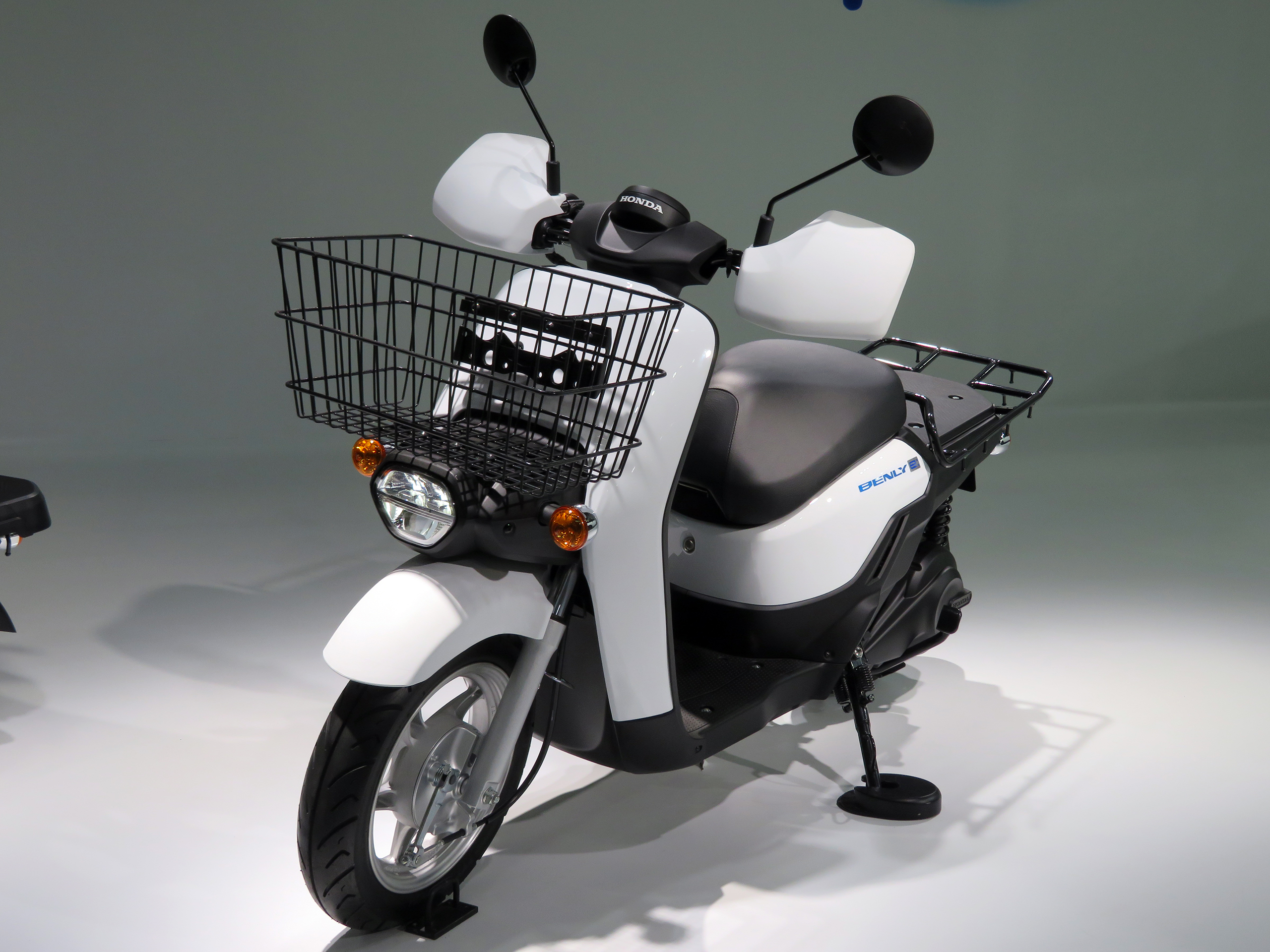
ベンリィe:Iプロ
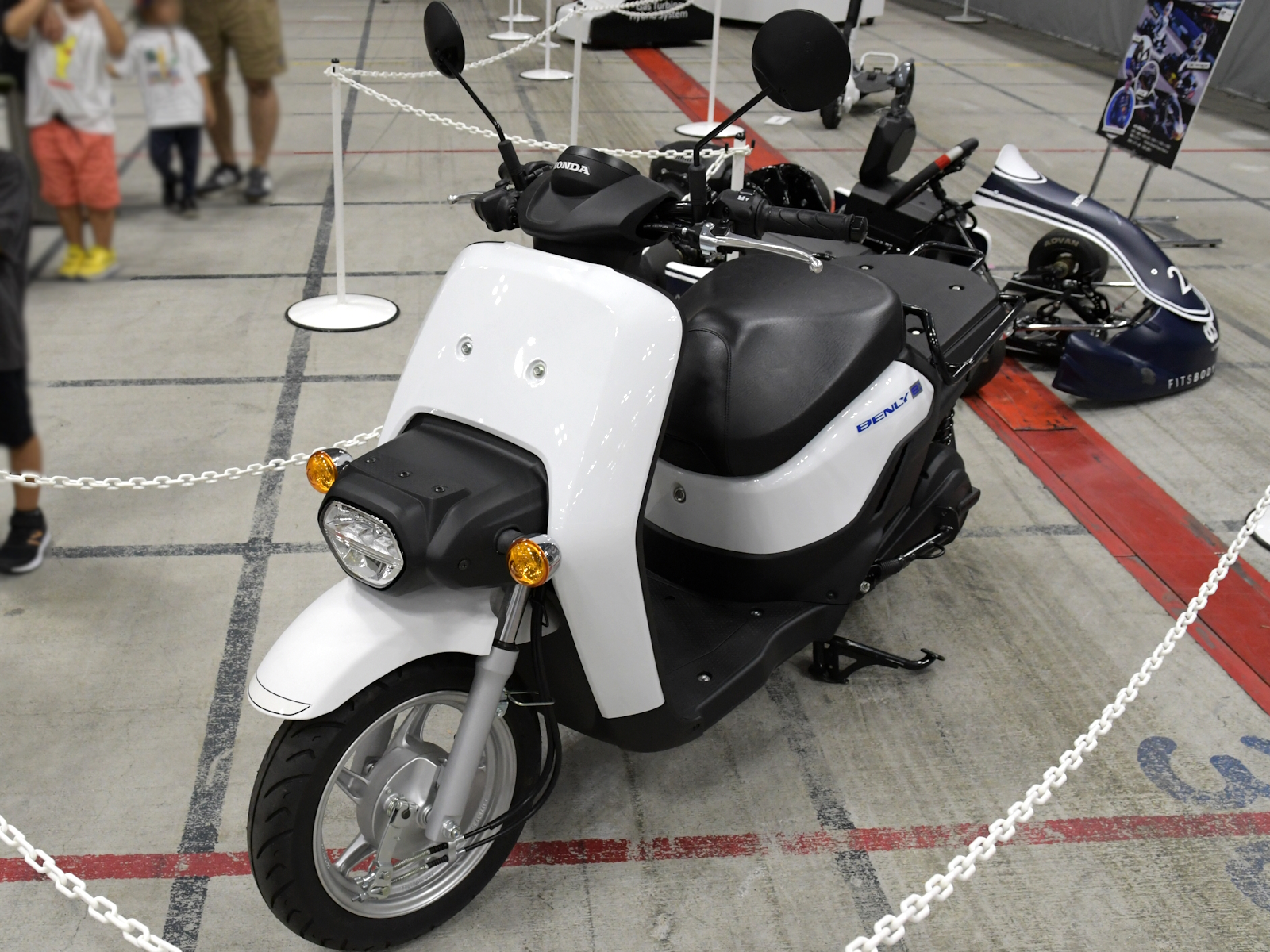
ベンリィe:II

2022年4月28日発表
令和2年排出ガス規制の適用に伴い、ベンリィ110・ベンリィ110プロを同年10月を以って生産終了することを発表。
2023年5月19日発表
同年6月1日よりベンリィe:シリーズの一般向け販売を開始。

## エピソード
本田技研工業公式HPで『ベンリィちゃんと学ぶバイクメンテ』というメンテナンス方法が公開されており、女性主人公の名前がベンリィとされる。
- スクータータイプ初期のベンリィ(型式:JBH-AA03)はエンジンの始動不良や走行中のエンストを多発させたが、これは排気バルブへのカーボン堆積による圧縮不良である。後にバルブクリアランスを大きくとるよう指示がだされたものの(吸気0.21mm､排気0.26mm→吸排気とも0.26mm)改善したとはいい難い。
- スクータータイプの特に初期モデルではハンドル周りのハーネス破断が顕著であるが、実際にリコール対応されたのは販売開始後6年以上経過した2018年である。空冷モデルはトラブルを多発した結果短命に終わった。